# Branko Zupan
Branko Zupan (22 settembre 1964) è un ex calciatore sloveno, di ruolo portiere.